# Chi Gáo
Chi Gáo (danh pháp khoa học:Nauclea) là một chi thực vật có hoa trong họ Thiến thảo (Rubiaceae).

## Loài
Chi Nauclea gồm các loài:
- Nauclea diderrichii (De Wild.) Merr.
- Nauclea gageana (King)
- Nauclea gilletii (De Wild.) Merr.
- Nauclea officinalis (Pierre ex Pit.) Merr. & Chun
- Nauclea orientalis (L.) L.
- Nauclea parva (Havil.) Merr.
- Nauclea robinsonii Merr.
- Nauclea subdita (Korth.) Steud.
- Nauclea tenuiflora (Havil.) Merr.
- Nauclea vanderguchtii (De Wild.) E.M.A.Petit
- Nauclea xanthoxylon (A.Chev.) Aubrév.[3]

## Hình ảnh

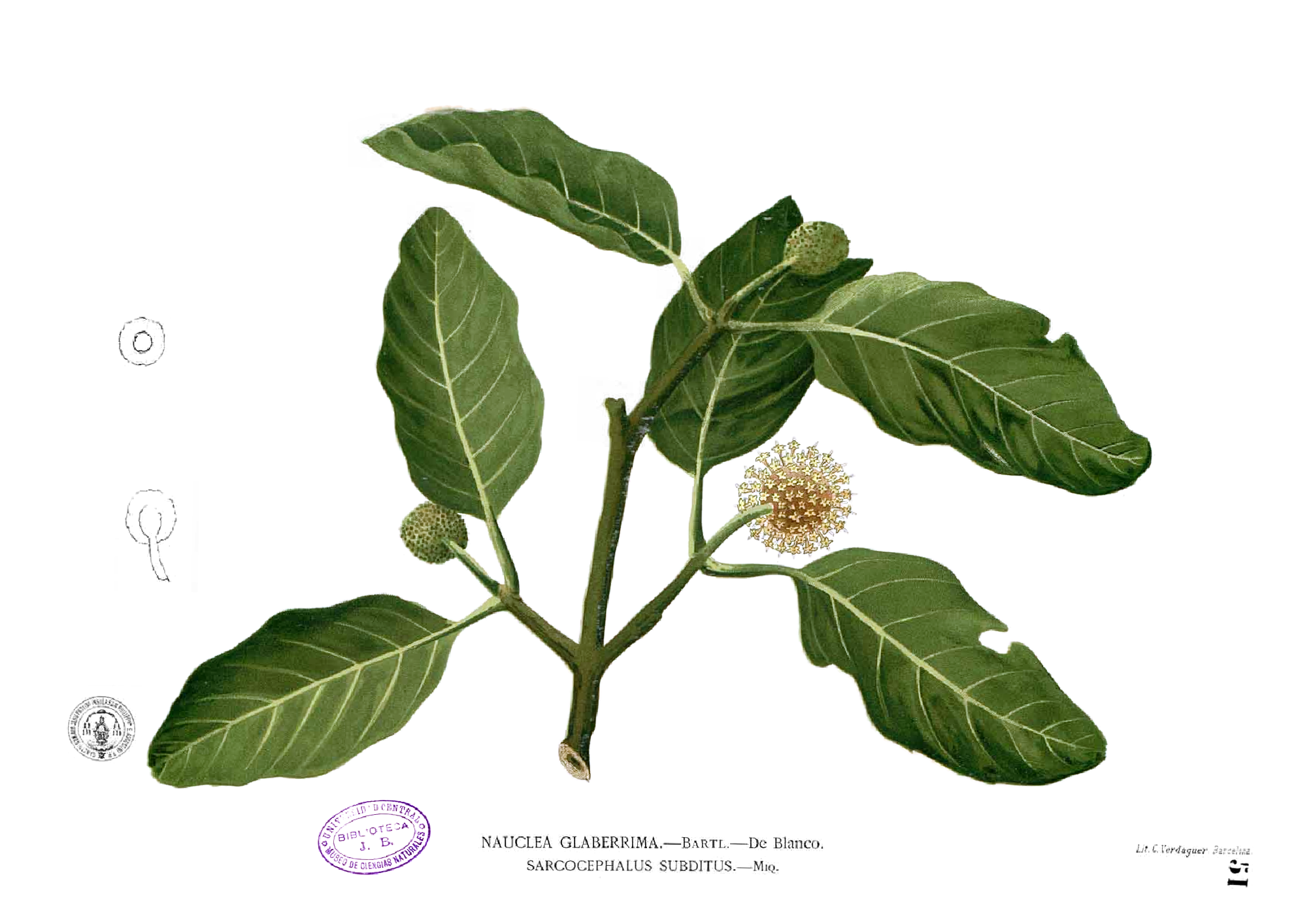
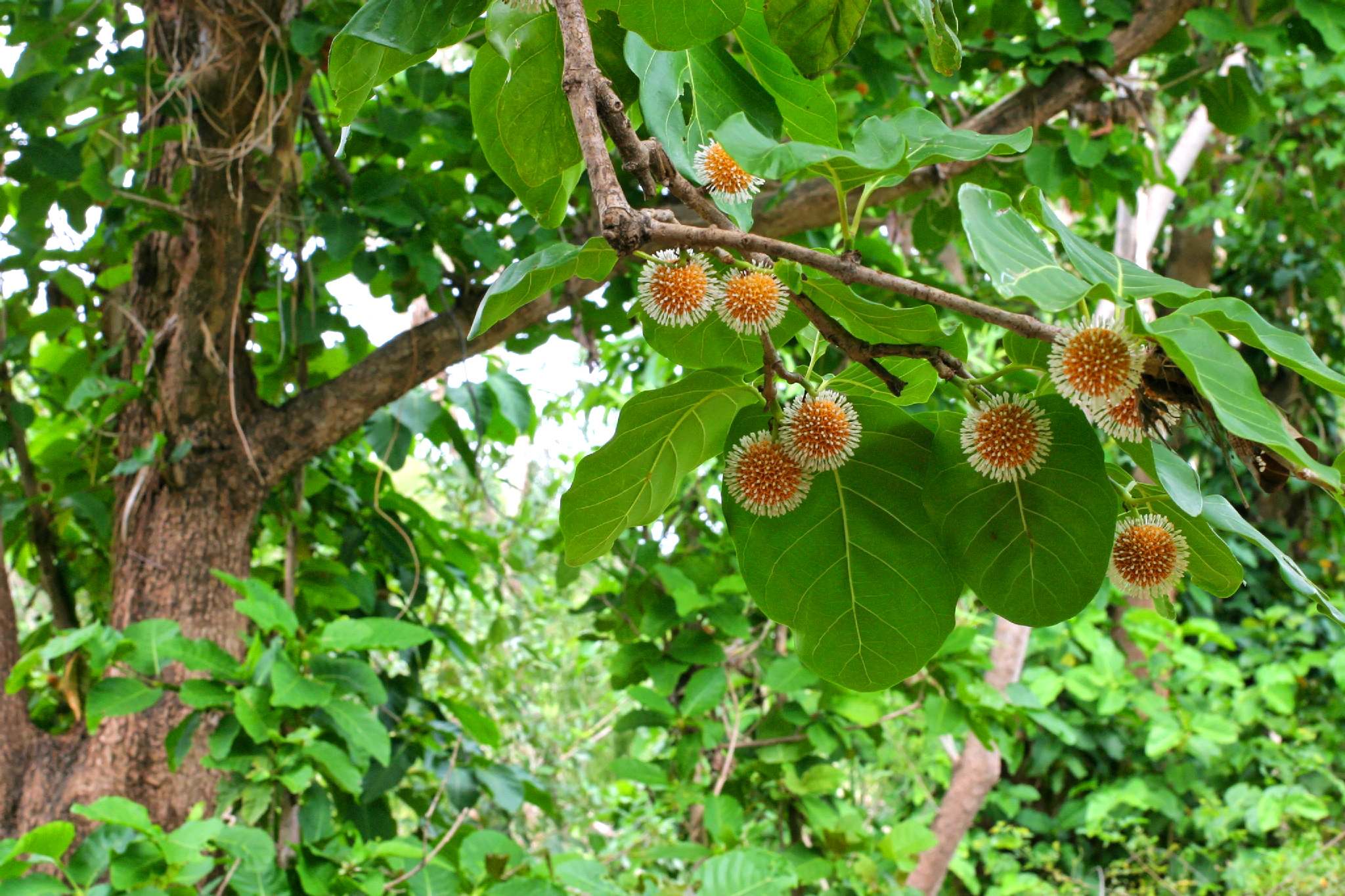